# 歌謡タイピング劇場
『歌謡タイピング劇場』（かようタイピングげきじょう）は、ハンゲームが提供しているオンラインタイピングゲームである。

## 概要
音楽を聴きながら制限時間内に歌詞を入力しゲームクリアを目指すタイピングゲームである。入力方法はかな入力とローマ字入力を選択できる。
基本プレイは無料だが、アイテム購入および、スペシャル曲プレイ時は有料である。

## ルール
ゲーム開始手順
広場からロビー内の空室を選択し「部屋名、部屋の種類、プレイ人数、タイプ量」を選び部屋を作成。その後プレイしたい曲を選曲することで、ゲームがスタートする方法と参加者が設定人数（1～4名の範囲内で部屋作成者が設定）に満たない部屋に入ることで参加する方法がある。選曲およびゲームスタートは、部屋作成者（ホスト）が決め、残りの参加者が同意することによって行われる。
タイピングルール
割り当てられた自分のパートカラーの歌詞（赤なら赤色の文字）を、制限時間内（タイムゲージがBADになるまで）に入力する。入力が成功するとテンションゲージが上がり、失敗するとゲージが下がる。テンションゲージが0になるとその時点でゲームオーバーになるため、曲が終了するまでテンションゲージを保つことがクリアの条件となる。
ゲームをクリアした場合、ゲームのスコアによって歌唱力（経験値）とギャラを獲得。歌唱力を上げれば上級者広場に入室することが可能となり、ギャラを貯めればアイテムをレンタルすることができる。
プレイ人数
1～4名。プレイ人数が定数に満たない場合、ロビーにいるプレイヤーを招待することもできる。コンボが発生した場合スコアにボーナスが加算される。

## 広場
初心者広場
初心者ロビーがあり、ロビーの中に部屋をつくることができる。タイプ量は「少なめ」しか選択できないが、テンションが0になってもゲームオーバーにならない。その為自信がない方にはお勧めで、全く打たずに曲を聴きながら歌詞を見たいという目的にも応用できる。
自由広場
自由ロビーがあり、ロビーの中に部屋をつくることができる。タイプ量は「多め、普通、少なめ」から選択可能。
上級者広場
歌唱力が30,000ポイント以上のプレイヤーのみが入場可能な、全ての部屋が上級者モードの広場。他のロビーより難易度の高いプレイが可能。タイプミスをすると缶が飛んできて、Tensionゲージが減少するのが特徴。
正誤率・ランクが存在し、毎回曲が終わる度に、その曲間での正誤率が集計され表示される。その平均が、総合の正誤率としてランクの下に表示される。ランクは、主役を取り続ける事によって上がる。現在1級まで確認済み。集計の際の歌唱力が、他のロビーに比べて多い。また、タイペンと一緒モード（後述）が使用不可となっている。
VIPルーム
タイピングポイントを使用してスペシャル曲（有料）をプレイできる部屋。通常はフリー曲のみとなるが、VIPルームではフリー曲以外にもタイピングポイントを使ってスペシャル曲でゲームを行うことができる。この部屋以外では、スペシャル曲のプレイはできない。

## ゲーム内通貨とポイント
ゲーム内通貨
ゲーム内通貨はタイピングマネーと呼ばれており、単位はGで表示される。通称マネー。1曲プレイ終了時に歌唱力と共にギャラとして得られる。貯めたマネーははアイテムのレンタルやミッション選択に使用する。
以前はキャラクター表示欄にもギャラと表示されて、ギャラ数を競うギャラランキングも存在したが、現在は廃止されている。
TP（タイピングポイント）
スペシャル曲（有料）をプレイするためのポイント。ハンコインで購入する。

## 楽曲
コブクロ・EXILEなど有名アーティストのカバーと、あえか・からっぱこ・オーバービークルなどの新鋭のアーティストをメインに、童謡なども楽しめる。

## その他
タイペンと一緒モード
歌謡タイピング劇場のキャラクター「タイペン」と練習ができる機能。タイペンは部屋の定員が4人に満たなかった際に参加させることが出来るNPC。プレイ画面右上のボタンをクリックする事で使用できる。コンボを意識して作られており、上の行を打つのが速く、下の行になる程遅い。1行目の速さは上級者に匹敵する速度。なお、上級者広場には実装されていない。
歌唱力（経験値）
ゲームを1曲クリアする毎に入る経験値。歌唱力が30,000ポイント以上になると「上級者部屋」の入室が可能となる。
アイテムショップ
ゲーム時の演出に使用したり演奏終了時の歌唱力アップの効果を持つアイテムのレンタル及び、購入が可能。レンタルしたものは一定回数使用後に返却。ハンコインで購入したものは回数無制限で使用可能。